# El Adelanto
El Adelanto é uma cidade da Guatemala do departamento de Jutiapa.